# Formuła 2 – Barcelona 2018
Runda Formuły 2 na torze Circuit de Barcelona-Catalunya – runda trzecia mistrzostw Formuły 2 w sezonie 2018.

## Wyniki

### Sesja treningowa
| Nr | Kierowca        | Konstruktor | Czas     | Okr. |
| -- | --------------- | ----------- | -------- | ---- |
| 5  | Alexander Albon | DAMS        | 1:29,327 | 14   |

### Kwalifikacje
Źródło: motorsport.com
| Poz. | Nr | Kierowca            | Konstruktor                     | Czas     | Poz. s. |
| ---- | -- | ------------------- | ------------------------------- | -------- | ------- |
| 1    | 5  | Alexander Albon     | DAMS                            | 1:28,142 | 1       |
| 2    | 4  | Nyck de Vries       | Petramina Prema Theodore Racing | 1:28,369 | 2       |
| 3    | 14 | Luca Ghiotto        | Campos Vexatec Racing           | 1:28,400 | 3       |
| 4    | 8  | George Russell      | ART Grand Prix                  | 1:28,524 | 4       |
| 5    | 7  | Jack Aitken         | ART Grand Prix                  | 1:28,579 | 5       |
| 6    | 6  | Nicholas Latifi     | DAMS                            | 1:28,605 | 6       |
| 7    | 2  | Tadasuke Makino     | Russian Time                    | 1:28,620 | 7       |
| 8    | 19 | Lando Norris        | Carlin                          | 1:28,923 | 8       |
| 9    | 10 | Ralph Boschung      | MP Motorsport                   | 1:28,970 | 9       |
| 10   | 9  | Roberto Merhi       | MP Motorsport                   | 1:29,081 | 10      |
| 11   | 21 | Antonio Fuoco       | Charouz Racing System           | 1:29,130 | 11      |
| 12   | 20 | Louis Delétraz      | Charouz Racing System           | 1:29,136 | 12      |
| 13   | 11 | Maximilian Günther  | BWT Arden                       | 1:29,143 | 13      |
| 14   | 18 | Sérgio Sette Câmara | Carlin                          | 1:29,256 | 14      |
| 15   | 15 | Roy Nissany         | Campos Vexatec Racing           | 1:29,284 | 15      |
| 16   | 3  | Sean Gelael         | Petramina Prema Theodore Racing | 1:29,307 | 16      |
| 17   | 12 | Nirei Fukuzumi      | BWT Arden                       | 1:29,376 | 17      |
| 18   | 16 | Arjun Maini         | Trident                         | 1:29,407 | 18      |
| 19   | 1  | Artiom Markiełow    | Russian Time                    | 1:29,585 | 19      |
| 20   | 17 | Santino Ferrucci    | Trident                         | 1:30,440 | 20      |
| Poz. | Nr | Kierowca            | Konstruktor                     | Czas     | Poz. s. |

### Główny wyścig

#### Wyścig
Źródło: motorsport.com
| P                                                     | + / –     | Nr | Kierowca            | Konstruktor                     | Okr. | Czas / Strata | Komentarz       |
| ----------------------------------------------------- | --------- | -- | ------------------- | ------------------------------- | ---- | ------------- | --------------- |
| 1                                                     | 3         | 8  | George Russell      | ART Grand Prix                  | 36   | 1:02:58,902   |                 |
| 2                                                     | Bez zmian | 4  | Nyck de Vries       | Petramina Prema Theodore Racing | 36   | +0:01,036     |                 |
| 3                                                     | 5         | 19 | Lando Norris        | Carlin                          | 36   | +0:01,760     |                 |
| 4                                                     | 1         | 14 | Luca Ghiotto        | Campos Vexatec Racing           | 36   | +0:05,714     |                 |
| 5                                                     | 4         | 5  | Alexander Albon     | DAMS                            | 36   | +0:06,098     |                 |
| 6                                                     | 1         | 7  | Jack Aitken         | ART Grand Prix                  | 36   | +0:08,214     |                 |
| 7                                                     | 7         | 18 | Sérgio Sette Câmara | Carlin                          | 36   | +0:09,830     |                 |
| 8                                                     | 11        | 1  | Artiom Markiełow    | Russian Time                    | 36   | +0:20,857     |                 |
| 9                                                     | 2         | 2  | Tadasuke Makino     | Russian Time                    | 36   | +0:23,950     |                 |
| 10                                                    | 1         | 21 | Antonio Fuoco       | Charouz Racing System           | 36   | +0:25,289     |                 |
| 11                                                    | 6         | 12 | Nirei Fukuzumi      | BWT Arden                       | 36   | +0:29,150     |                 |
| 12                                                    | 3         | 15 | Roy Nissany         | Campos Vexatec Racing           | 36   | +0:36,719     |                 |
| 13                                                    | 3         | 9  | Roberto Merhi       | MP Motorsport                   | 36   | +0:58,771     |                 |
| 14                                                    | 8         | 6  | Nicholas Latifi     | DAMS                            | 35   | +1 okr.       |                 |
| Niesklasyfikowani                                     |           |    |                     |                                 |      |               |                 |
|                                                       |           | 3  | Sean Gelael         | Petramina Prema Theodore Racing | 27   | +9 okr.       | kolizja         |
|                                                       |           | 20 | Louis Delétraz      | Charouz Racing System           | 27   | +9 okr.       | opona           |
|                                                       |           | 16 | Arjun Maini         | Trident                         | 10   | +26 okr.      | wypadek         |
|                                                       |           | 10 | Ralph Boschung      | MP Motorsport                   | 5    | +31 okr.      | wypadek         |
|                                                       |           | 11 | Maximilian Günther  | BWT Arden                       | 0    | +36 okr.      | poślizg         |
| Nie wystartowali / niedopuszczeni do ponownego startu |           |    |                     |                                 |      |               |                 |
|                                                       |           | 17 | Santino Ferrucci    | Trident                         | 0    |               | system paliwowy |
| P                                                     | + / –     | Nr | Kierowca            | Konstruktor                     | Okr. | Czas / Strata | Komentarz       |

#### Najszybsze okrążenie
| Nr | Kierowca        | Konstruktor | Czas     | Okr. |
| -- | --------------- | ----------- | -------- | ---- |
| 6  | Nicholas Latifi | DAMS        | 1:30,039 | 34   |

#### Premia za najszybsze okrążenie w TOP 10
| Nr | Kierowca         | Konstruktor  | Czas     | Okr. |
| -- | ---------------- | ------------ | -------- | ---- |
| 1  | Artiom Markiełow | Russian Time | 1:30,550 | 36   |

### Sprint

#### Wyścig
Źródło: motorsport.com
| P                 | + / –     | Nr | Kierowca            | Konstruktor                     | Okr. | Czas / Strata | Komentarz   |
| ----------------- | --------- | -- | ------------------- | ------------------------------- | ---- | ------------- | ----------- |
| 1                 | 2         | 7  | Jack Aitken         | ART Grand Prix                  | 26   | 45:21,511     |             |
| 2                 | 2         | 5  | Alexander Albon     | DAMS                            | 26   | +0:01,550     |             |
| 3                 | 3         | 19 | Lando Norris        | Carlin                          | 26   | +0:02,864     |             |
| 4                 | 4         | 8  | George Russell      | ART Grand Prix                  | 26   | +0:08,106     |             |
| 5                 | Bez zmian | 14 | Luca Ghiotto        | Campos Vexatec Racing           | 26   | +0:11,109     |             |
| 6                 | 9         | 3  | Sean Gelael         | Petramina Prema Theodore Racing | 26   | +0:13,702     |             |
| 7                 | 3         | 21 | Antonio Fuoco       | Charouz Racing System           | 26   | +0:14,837     |             |
| 8                 | 6         | 6  | Nicholas Latifi     | DAMS                            | 26   | +0:28,678     |             |
| 9                 | 8         | 1  | Artiom Markiełow    | Russian Time                    | 26   | +0:29,065     |             |
| 10                | 6         | 20 | Louis Delétraz      | Charouz Racing System           | 26   | +0:29,437     |             |
| 11                | 9         | 17 | Santino Ferrucci    | Trident                         | 26   | +0:30,996     |             |
| 12                | 7         | 11 | Maximilian Günther  | BWT Arden                       | 26   | +0:32,428     |             |
| 13                | 4         | 16 | Arjun Maini         | Trident                         | 26   | +0:33,236     |             |
| 14                | 2         | 15 | Roy Nissany         | Campos Vexatec Racing           | 26   | +0:35,672     |             |
| Niesklasyfikowani |           |    |                     |                                 |      |               |             |
|                   |           | 9  | Roberto Merhi       | MP Motorsport                   | 22   | +4 okr.       | zawieszenie |
|                   |           | 10 | Ralph Boschung      | MP Motorsport                   | 20   | +6 okr.       | opona       |
|                   |           | 18 | Sérgio Sette Câmara | Carlin                          | 12   | +14 okr.      | elektryka   |
|                   |           | 2  | Tadasuke Makino     | Russian Time                    | 4    | +22 okr.      | kolizja     |
|                   |           | 12 | Nirei Fukuzumi      | BWT Arden                       | 4    | +22 okr.      | kolizja     |
|                   |           | 4  | Nyck de Vries       | Petramina Prema Theodore Racing | 1    | +25 okr.      | poślizg     |
| P                 | + / –     | Nr | Kierowca            | Konstruktor                     | Okr. | Czas / Strata | Komentarz   |

#### Najszybsze okrążenie
| Nr | Kierowca       | Konstruktor    | Czas     | Okr. |
| -- | -------------- | -------------- | -------- | ---- |
| 8  | George Russell | ART Grand Prix | 1:30,987 | 26   |

## Klasyfikacja po zakończeniu rundy

### Kierowcy
| P  | +/− | Kierowca            | Starty | Punkty | P1 | P2 | P3 | PP | NO | NS |
| -- | --- | ------------------- | ------ | ------ | -- | -- | -- | -- | -- | -- |
| 1  | 0   | Lando Norris        | 6      | 80     | 1  | –  | 2  | 1  | 1  | –  |
| 2  | 0   | Alexander Albon     | 6      | 67     | 1  | 1  | –  | 2  | –  | –  |
| 3  | +3  | George Russell      | 6      | 62     | 2  | –  | –  | –  | 2  | –  |
| 4  | +1  | Nyck de Vries       | 6      | 46     | –  | 2  | –  | –  | 1  | 2  |
| 5  | −2  | Sérgio Sette Câmara | 6      | 46     | –  | 1  | 1  | –  | –  | 2  |
| 6  | +1  | Jack Aitken         | 6      | 43     | 1  | 1  | –  | –  | –  | –  |
| 7  | −3  | Artiom Markiełow    | 6      | 36     | 1  | –  | 1  | –  | 1  | 2  |
| 8  | +8  | Luca Ghiotto        | 6      | 22     | –  | –  | –  | –  | –  | 1  |
| 9  | −1  | Nicholas Latifi     | 6      | 21     | –  | –  | 1  | –  | –  | –  |
| 10 | −1  | Antonio Fuoco       | 5      | 20     | –  | –  | 1  | –  | 1  | –  |
| 11 | −1  | Maximilian Günther  | 6      | 16     | –  | 1  | –  | –  | –  | 2  |
| 12 | 0   | Sean Gelael         | 6      | 11     | –  | –  | –  | –  | –  | 2  |
| 13 | −2  | Ralph Boschung      | 6      | 10     | –  | –  | –  | –  | –  | 2  |
| 14 | −1  | Arjun Maini         | 6      | 6      | –  | –  | –  | –  | –  | 2  |
| 15 | −1  | Roberto Merhi       | 5      | 6      | –  | –  | –  | –  | –  | 1  |
| 16 | −1  | Santino Ferrucci    | 5      | 4      | –  | –  | –  | –  | –  | –  |
| 17 | 0   | Tadasuke Makino     | 6      | 4      | –  | –  | –  | –  | –  | 1  |
| 18 | 0   | Nirei Fukuzumi      | 6      | 1      | –  | –  | –  | –  | –  | 1  |
| 19 | 0   | Louis Delétraz      | 6      | 0      | –  | –  | –  | –  | –  | 2  |
| 20 | 0   | Roy Nissany         | 6      | 0      | –  | –  | –  | –  | –  | 2  |
| P  | +/− | Kierowca            | Starty | Punkty | P1 | P2 | P3 | PP | NO | NS |

### Zespoły
| P  | +/− | Konstruktor                     | Starty | Punkty | P1 | P2 | P3 | PP | NO | NS |
| -- | --- | ------------------------------- | ------ | ------ | -- | -- | -- | -- | -- | -- |
| 1  | 0   | Carlin                          | 12     | 127    | 1  | 1  | 3  | 1  | 1  | 2  |
| 2  | +1  | ART Grand Prix                  | 12     | 105    | 3  | 1  | –  | –  | 2  | –  |
| 3  | −1  | DAMS                            | 12     | 88     | 1  | 1  | 1  | 2  | –  | –  |
| 4  | 0   | Petramina Prema Theodore Racing | 12     | 57     | –  | 2  | –  | –  | 1  | 4  |
| 5  | 0   | Russian Time                    | 12     | 40     | 1  | –  | 1  | –  | 1  | 3  |
| 6  | +4  | Campos Vexatec Racing           | 12     | 22     | –  | –  | –  | –  | –  | 3  |
| 7  | −1  | Charouz Racing System           | 11     | 20     | –  | –  | 1  | –  | 1  | 2  |
| 8  | −1  | BWT Arden                       | 12     | 17     | –  | 1  | –  | –  | –  | 3  |
| 9  | −1  | MP Motorsport                   | 11     | 16     | –  | –  | –  | –  | –  | 3  |
| 10 | −1  | Trident                         | 11     | 10     | –  | –  | –  | –  | –  | 2  |
| P  | +/− | Konstruktor                     | Starty | Punkty | P1 | P2 | P3 | PP | NO | NS |